# Baba Ana
Baba Ana község és falu Prahova megyében, Munténiában, Romániában. A hozzá tartozó települések: Cireșanu, Conduratu, Crângurile és Satu Nou.

## Fekvése
A megye keleti részén található, a megyeszékhelytől, Ploieștitől, harminckilenc kilométerre keletre.

## Története
A 19. század végén a mai Baba Ana területén két község is létezett.
- Baba Ana község Buzău megye Tohani járásához tartozott és Baba-Ana de Jos, Baba-Ana de Sus valamint Gorgănelele tanyákból állt, 820 lakossal. Ebben az időszakban a község tulajdonában volt egy iskola valamint egy templom Baba-Ana de Sus-on. Magát a községet 1830 körül hozták létre.
- Conduratu község Prahova megye Cricovul járásához tartozott és csupán Conduratu településből állt, 845 lakossal. A községben ekkoriban már működött egy iskola.

1925-ös évkönyv szerint Baba Ana községet Baba Ana és Șchiopoaia falvak alkották, 1165 lakossal.
1931-ben Baba Ana irányítása alá helyezték Cireșeanu falut is, mely ezt megelőzően Mizil városához tartozott.
1950-ben közigazgatási átszervezés alapján, Baba Ana a Buzău-i régió Mizil rajonjához került, Conduratu község pedig a Prahova-i régió Urlați rajonjához. Majd 1952-ben a Ploiești régióhoz csatolták mindkét községet.
Cireșeanu az ideiglenesen kialakított, azonos nevű község központja lett, melyhez hozzátartoztak még Mărăcini és Șchiopoaia falvak is. 1964-ben Mărăcini felvette a Crângurile, míg Șchiopoaia a Satu Nou nevet.
1968-ban ismét megyerendszert vezettek be az országban, Baba Ana az újból létrehozott Prahova megye része lett. Ekkor szüntették meg Conduratu valamint Cireșeanu községeket és csatolták Baba Ana-hoz.

## Lakossága
| Nemzetiségek | 2002 | 2002   |
| ------------ | ---- | ------ |
| Románok      | 4300 | 99,86% |
| Romák        | 5    | 0,11%  |
| Lipovánok    | 1    | 0,02%  |
| Összesen     | 4306 | 100,0% |